# Láhko-Nationalpark
Der Láhko-Nationalpark (norwegisch Láhko nasjonalpark, teilweise auch Láhku nasjonalpark) ist ein Nationalpark in der norwegischen Provinz Nordland auf dem Gebiet der Kommunen Beiarn, Gildeskål und Meløy. Der Park wurde am 14. Dezember 2012 als 43. Nationalparks Norwegens eröffnet. Er umfasst eine Fläche von 188 Quadratkilometern und grenzt mit seiner Südspitze an den Saltfjellet-Svartisen-Nationalpark.